# (5686) Chiyonoura
(5686) Chiyonoura (1990 YQ) – planetoida z grupy pasa głównego asteroid okrążająca Słońce w ciągu 3,68 lat w średniej odległości 2,38 j.a. Odkryta 20 grudnia 1990 roku.